# خينثو دي ليميا
بلدية خينثو دي ليميا (بالإسبانية: Ginzo de Limia) هي بلدية تقع في مقاطعة أورينسي التابعة لمنطقة غاليسيا شمال غرب إسبانيا.

## الديموغرافيا
بلغ عدد سكان بلدية خينثو دي ليميا 10.329 نسمة عام 2011 (وفقاً للمعهد الوطني للإحصاء الإسباني).
| 9.716 | 9.511 | 9.842 | 9.930 | 10.022 | 10.161 | 10.329 |